# Juan Enrique García
Juan Enrique García Rivas (né à Tumeremo, le 16 avril 1970) est un footballeur international vénézuélien, qui a été cinq fois meilleur buteur du championnat vénézuélien.

## Buts en sélection
| Buts en sélection de Juan Enrique García | Buts en sélection de Juan Enrique García | Buts en sélection de Juan Enrique García | Buts en sélection de Juan Enrique García | Buts en sélection de Juan Enrique García | Buts en sélection de Juan Enrique García | Buts en sélection de Juan Enrique García   |
|                                          | Date                                     | Adversaire                               | Score                                    | Résultat                                 | Compétition                              |                                            |
| ---------------------------------------- | ---------------------------------------- | ---------------------------------------- | ---------------------------------------- | ---------------------------------------- | ---------------------------------------- | ------------------------------------------ |
| 1.                                       | 1er août 1993                            | San Cristóbal (Venezuela)                | Brésil                                   | 1-4                                      | 1-5                                      | Qualifications pour la Coupe du monde 1994 |
| 2.                                       | 12 septembre 1993                        | Puerto Ordaz (Venezuela)                 | Équateur                                 | 1-0                                      | 2-1                                      | Qualifications pour la Coupe du monde 1994 |
| 3.                                       | 18 juin 1995                             | Valera (Venezuela)                       | Bolivie                                  | ?                                        | 1-3                                      | Match amical                               |
| 4.                                       | 2 octobre 1996                           | Barinas (Venezuela)                      | Costa Rica                               | ?                                        | 2-0                                      | Match amical                               |
| 5.                                       | 15 avril 1999                            | Caracas (Venezuela)                      | Équateur                                 | ?                                        | 1-1                                      | Match amical                               |
| 6.                                       | 16 juin 1999                             | San Cristóbal (Venezuela)                | Équateur                                 | ?                                        | 3-2                                      | Match amical                               |
| 7.                                       | 15 novembre 2000                         | Maracaibo (Venezuela)                    | Équateur                                 | 1-2                                      | 1-2                                      | Qualifications pour la Coupe du monde 2002 |